# Ardeutica crypsilitha
Ardeutica crypsilitha är en fjärilsart som beskrevs av Edward Meyrick 1932. Ardeutica crypsilitha ingår i släktet Ardeutica och familjen vecklare. Inga underarter finns listade i Catalogue of Life.